# Прилепско българско мъжко класно училище
Прилепското българско мъжко класно училище „Св. Кирил и Методий“ е българско мъжко класно училище, съществувало в XIX и началото на XX век в македонския български град Прилеп, тогава в Османската империя . Училището е основано в есента на 1843 година и съществува до 1913 година, когато е затворено от новите сръбски власти. Училището се поддържа от Българската екзархия и от Прилепската българска община.

## История
В 1842 година в черковния двор се поставят основите на българско мъжко общинско училище - първото модерно публично училище в града. Дотогава в града има единствено частни килийни училища, които се задържат до 1870 година. Сградата е довършена в следващата 1843 година. Зданието е голямо, с почти квадратни основи, дълго 28 метра и широко 24 метра, построено над зимник, като представлява двукрила постройка с голям салон в средата и с висока трибуна в единия край. Всяко крило е с по три големи стаи, над салона има втори етаж с четири малки и две големи стаи, като една от тези стаи служи за общинска канцелария на българската община, а другата се нарича читалищна. С отварянето на българското общинско училище, повечето частни български училища в града затварят, като много от учителите в тях отиват да преподават в новото училище, което вече е безплатно и се издържа от българската община в града.
След години на силен владишки натиск в общинското училище е допуснато и гръцкото частно училище. Първите преподаватели в „Българското народно училище“ са бившите частни учители Христо (Ристе), Коте, Наумче, поп Костадин Дингович, поп Ангел Смичков. В дясното крило на общинското училище се помещава гръцкото училище, посещавано от децата на цинцарите и други. Учителите в това училище се назначават от гръцкия владика, който също плаща за заплатите им. Сред учителите обаче се избират и видни българи, сред които Спиро Тончев, Петър Орлов, Димитър Миладинов, Григор Пърличев, Иван Жинзифов, Кузман Шапкарев и други.
Първият некилиен учител в българското общинско училище е Йордан Хаджиконстантинов Джинот (1858), последван от редица видни български просветни дейци, сред които са Васил Алексиев от Маврово, Никола Ганчев Еничерев и други.
Йордан Хаджиконстантинов Джинот преподава в училището между 1858 и 1860 година и го реформира съществено, като разделя учениците на групи според подготовката им, определя на учениците постоянно място в класната стая, попълва учебната програма, добавяйки към четенето, писането и смятането нови предмети, сред които са „пространен катихизис с богослужение“, „Българска история - зрънца из отечествоведението“, които преподава по записки. От учебната 1859/1860 година (според Шапкарев от август 1861 година) Васил Алексиев Кюрдалов е главен взаимен учител в Прилепското българско училище, където заедно със сърбина Георги Гьока замества Йордан Хаджиконстантинов Джинот. Кюрдалев разделя учениците на горен и долен курс, като в долния се обучават малките деца от трима учители (Иван Попстефанов, С. П. Драндаров и Константин Поменов) по ланкастърския метод, а в горния, наречен от него „класно училище“, се преподават предметите от основните училища с някои религиозни предмети: българска граматика, землеописание, свещена история, числителница. Обучението в този отдел се ръководи от Кюрдалев и Христо Колчаков. Кюрдалев е главен учител пет години и в юни 1865 година е заместен от дупничанина Георги Икономов за учебната 1864/1865 година. Икономов учителства само една учебна година и въпреки че има големи планове за уреждане на училището, заради преждевременната му смърт в 1865 година те не се осъществяват и това води до заместника му Никола Еничерев Ганчев, който пристига в Прилеп в август 1866 година. Помощници на главния учител са Секула Дръндаров и Христо Колчаков, които ръководят взаимното българско училище с 300 деца, а Еничерев ръководи главното класно училище с 60 деца. В периода от 1866 до 1877 година Никола Еничерев, като главен учител в Прилепското българско училище, го развива съществено и създава условия то да прерасне в специализирано за начални учители, като също така заздравява основите му с устав, настоятелство, печат и други. В този период се въвеждат някои нови предмети, сред които турски език, догматично богословие, нравоучение, физика, анатомия и математика, география, а обучението се води по ланкастерската методи и по таблиците на Доброплодни, като по-късно се върпзиемат букварите и читанките на Христо Г. Данов. Опитва се да въведе звучната метода, но учителите трудно я възприемат.
В резултат на борбата за църковна и духовна независимост на българите в Прилепско, по време на Ганчевото управление на училището, на 25 февруари 1868 година Прилеп отхвърля Цариградската патриаршия, а гръцкото училище е изведено от общинската сграда. За пръв път в неговото управление се празнува тържествено празника на Свети Кирили и Методий, в който училището взима дейно участие. Поради големия наплив на ученици сградата се оказва тясна и се отваря нова училищна сграда в махалата Вароша в 1868 година.
След Никола Еничерев Ганчев, за главен учител и вече и директор е условен Йосиф Ковачев в 1874 година, дал съгласието си още на 18 юли. По време на неговото директорство стаите в училището се преграждат така, че всеки учител да разполага със самостоятелна калсна стая. В две стаи се разполагат класивете - по два класа в стая, ръководени от четирима учители: Михаил Ковачев, Никола Ганчев, Петър Орлов и В. Пападопуло, а в други две стаи се помещават горните отделения на основното училище, които са ръководени от Стефан А. Зографов и Григор Алексиев от Прилеп, като в другите две стаи са за учениците звукари, ръководени от Пере Ачев и Коне Устаилиев от Прилеп. По-късно са построени още две стаи в коридора, където се помещават забавачниците и девическото училище, ръководени от Сава Палашева и Захария Манасиева. Училището във Вароша се ръководи от Секула Дръндаров. В звукарското училище Ковачев пръв въвежда успешно звучната метода.